# Pardosa mixta
Pardosa mixta är en spindelart som först beskrevs av Kulczynski 1887.  Pardosa mixta ingår i släktet Pardosa och familjen vargspindlar. Inga underarter finns listade i Catalogue of Life.